# Томпсон, Джон Нортон
Джон Нортон Томпсон (John Norton Thompson; род. 15 ноября 1951, Питтсбург, Пенсильвания) — американский эволюционный биолог, специалист по коэволюции и биоразнообразию.
Доктор философии, заслуженный профессор Калифорнийского университета в Санта-Крус, где трудится с 2000 года, перед тем профессор Университета штата Вашингтон.
Фелло Калифорнийской АН (2004) и Американской академии искусств и наук (2010).
Отмечен Медалью Дарвина — Уоллеса Лондонского Линнеевского общества (2017).
Высокоцитируемый учёный согласно ISI (2002).

## Биография
Окончил Washington & Jefferson College (бакалавр биологии Magna cum laude), учился там в 1969—1973 гг. Степень доктора философии получил в Иллинойсском университете, для чего занимался там в 1973—1977 гг. С 1978 г. ассистент-, с 1982 года ассоциированный, в 1987—2000 гг. профессор Университета штата Вашингтон.
С 2008 г. заслуженный профессор Калифорнийского университета в Санта-Крус, профессор с 2000 г.
Фелло Королевского энтомологического общества Лондона (1986) и Американской ассоциации содействия развитию науки (1988). Президент American Society of Naturalists (2008). Отмечен Per Brinck Oikos Award (2009).